# Seria Fantaghirò
Seria Fantaghirò, cunoscută și sub numele de Peștera Monstrului sacru (La Grotta della Rosa d'Oro), este un serial italian fantastic de aventuri romantice, format din cinci filme de televiziune regizate de Lamberto Bava și lansat între 1991 și 1996. Primul film a fost inițial bazat pe „Preafrumoasa Fanta-Ghiro” a lui Italo Calvino, cu acțiunea desfășurându-se într-un cadru de basm, cu prințese, prinți, vrăjitoare, vrăjitori și animale vorbitoare. Filmat în cea mai mare parte în Cehia și Slovacia, cu participarea actorilor locali și foarte popular în Italia în anii 1990, a fost adaptat într-o serie de desene animate cu același titlu. În 2021, s-a discutat despre lansarea unei noi versiuni.

## Filme

### Fantaghirò(1991)
Fantaghirò este cea mai mică dintre cele trei fiice ale unui rege războinic. Deși frumoasă și inteligentă, tânăra prințesă cauzează multe neînțelegeri în familie, pentru că sfidează normele uzuale din regat privind condiția femeii, fiind cultă, aventuroasă și rebelă; toate acestea îl înfurie pe tatăl ei. Într-o zi, Regele primește o provocare de la prințul inamic Romualdo de a se duela,  pentru a pune astfel capăt războiului care de secole măcina cele două regate. Atunci când Regele înțelege că doar una dintre cele trei fiice ale sale poate câștiga lupta, Fantaghirò își propune să profite de această șansă de a se afirma.

### Fantaghirò 2(1992)
Fantaghirò și Romualdo urmează să se căsătorească, dar nunta este întreruptă de vestea că tatăl lui Fantaghirò a fost răpit de malefica Vrăjitoare Neagră, regina Regatului Întunecat. Vrăjitoarea le cere supunere lui Fantaghirò și Romualdo, dar ei refuză, iar Romualdo declară război. Pornind cu armata lui, o lasă în urmă pe Fantaghirò, care jurase să nu mai pună mâna pe o armă tot restul vieții. Fantaghirò, nevoită să-și încalce jurământul, pornește în secret către Regatul Întunecat pentru a o învinge pe regina cea rea, însă aceasta va face tot ce-i stă în putere pentru a-i despărți pentru totdeauna pe cei doi, în speranța că Romualdo va accepta să fie iubitul ei.

### Fantaghirò 3(1993)
Vrăjitorul întunecat Tarabas află că puternica sa domnie va fi învinsă de un copil cu sânge regal în vârstă de cel mult zece ani. Obsedat să afle cum se va întâmpla asta, le ordonă războinicilor săi de lut să-i răpească pe copiii de neam regesc din întreaga lume. Când soldații de lut vin să-i răpească pe copiii surorilor ei, Fantaghirò, împreună cu Romualdo îi apără. Dar, în timpul luptei, Romualdo cade într-un râu blestemat și se transformă în piatră. Fantaghirò află atunci că singura cale de a-l salva pe preaiubitul ei Romualdo este să-l găsească pe Tarabas.

### Fantaghirò 4(1994)
Un nor negru călătorește peste pământ, distrugând tot ce atinge în calea sa. Când castelul ei este înghițit de norul negru, Fantaghirò se aliază cu Prințul Parsel și pornesc în căutarea norului și a celui care îl controlează. Pe drum, Fantaghirò se reîntâlnește cu vrăjitorul Tarabas, care acceptă să le fie de ajutor, precum și cu Angelica, o tânără prințesă îndrăgostită de Tarabas.

### Fantaghirò 5(1996)
Fantaghirò este capturată de Vrăjitoarea Neagră, care nu a mai putut face magie neagră de când a ajutat-o pe prințesă în filmele anterioare. Vrăjitoarea este pe cale să o ucidă pe Fantaghirò, dar prințesa este brusc teleportată într-o realitate alternativă. Acum trebuie să-și unească forțele cu un ticălos pe nume Aries, pentru a învinge un răufăcător monstruos care mănâncă copii, cunoscut drept Cel fără de Nume.

### Continuări anulate
Producătorii au luat în considerare o continuare a seriei, care ar fi inclus încă două capitole (al șaselea și al șaptelea). Astfel, Fantaghirò ar fi continuat să călătorească în lumi paralele, fiecare dintr-un alt basm, precum și în epoca noastră modernă, ajutând oamenii nevoiași, înainte de a se întoarce acasă în regatul ei, unde avea să găsească o realitate alternativă întunecată, în care ea ar fi fost nevoită să se confrunte cu o versiune malefică a ei. În 2007, Lamberto Bava și Gianni Romoli au luat în considerare o altă continuare, Il ritorno di Fantaghirò (Întoarcerea lui Fantaghirò).

## Personaje

### Fantaghirò

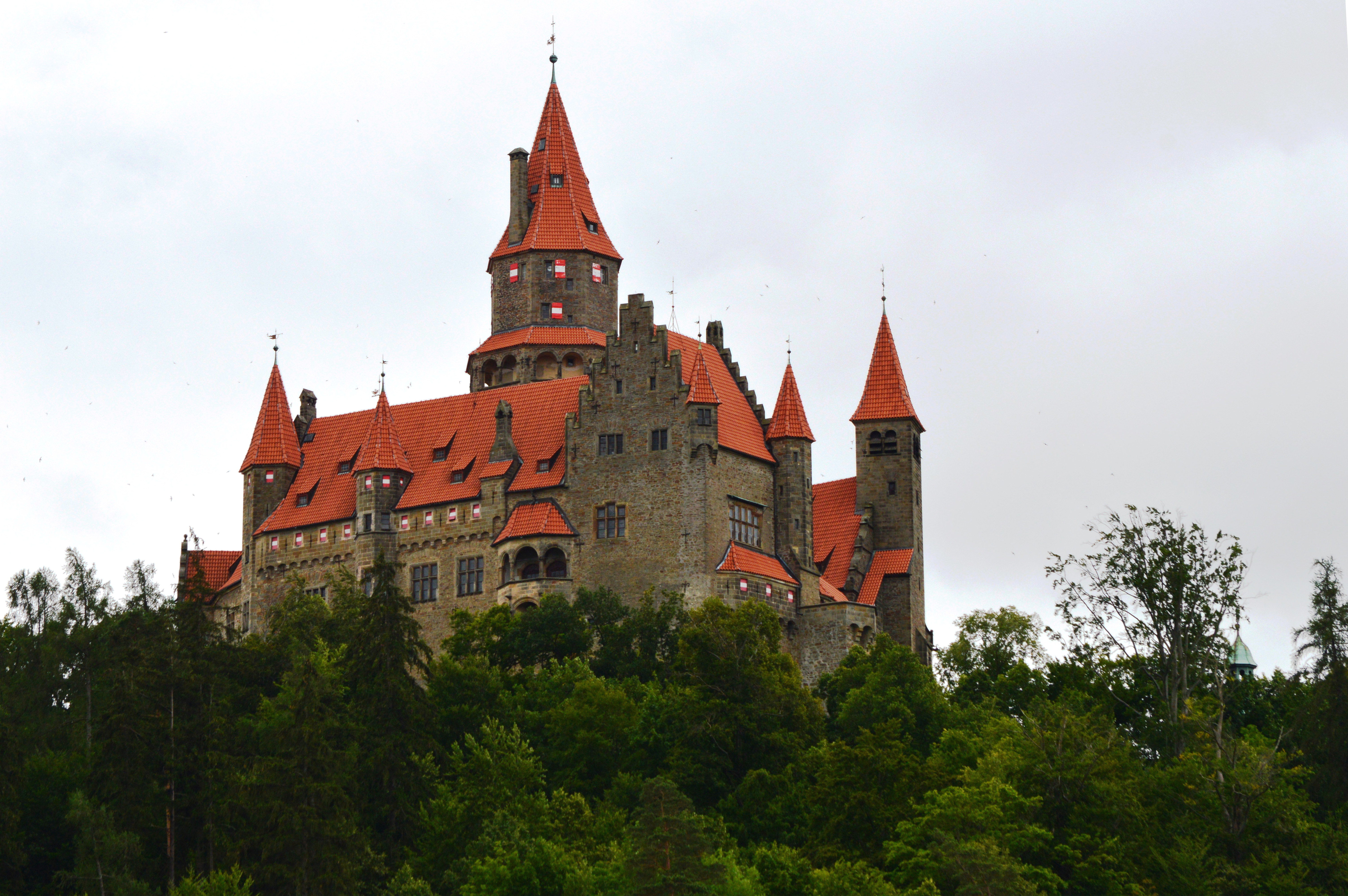
„Castelul lui Fantaghirò” (Castelul Bouzov)

Fantaghirò, interpretată de Alessandra Martines, este o frumoasă și vitează prințesă-războinică, personajul principal în toate cele cinci filme. Cea mai tânără din cele trei surori, este nonconformistă, rebelă și curajoasă, fără a da niciodată înapoi în fața unei provocări. În primul film, ea apare ca o fată impulsivă, care a crescut fascinată de arme și aventură și căreia îi place să-și sfideze tatăl și surorile, dar cu o inimă de aur. Fantaghirò este îndrumată de Vrăjitoarea Albă, cunoscută și sub numele de Cavalerul Alb, care o învață să comunice cu animalele; pseudonimul propriului ei alter-ego masculin este „Contele de Valdoca” (Contele Gâscă). După ce mama ei a murit la naștere, micuța Fantaghirò a fost dusă de Rege într-o peșteră, pentru a fi sacrificată unei bestii feroce. Atunci a apărut prima dată Vrăjitoarea Albă, care a salvat-o de la moarte, explicându-i Regelui importanța acestui copil.
Deja în al doilea film, eroina este acceptată ca o femeie cavaler care va face tot ce este necesar pentru a-i proteja pe cei dragi, chiar și cu prețul propriei vieți. Fantaghirò este profund îndrăgostită de Romualdo, fostul prinț vrăjmaș, iar acum regatele lor sunt în sfârșit împăcate, astfel că prințesa depune un jurământ că va renunța la sabie pentru totdeauna. Dar nu va fi să fie. În al doilea film, îl recâștigă pe Romualdo de la rivala ei, Vrăjitoarea Neagră, iar în al treilea film se căsătoresc, adoptând-o pe prințesa orfană Esmeralda, care va deveni fiica lor. Tot în cel de-al treilea film, Fantaghirò învață secretele magiei întunecate de la Vrăjitoarea Neagră pentru a-l salva pe Romualdo de vrăjitorul malefic Tarabas, un alt pețitor al ei. În cel de-al cincilea film, Fantaghirò se îndrăgostește de Aries, un pirat dintr-o altă lume.
Scenaristul serialului, Gianni Romoli, a spus: „Ceea ce mă fascinează la Fantaghirò este faptul că este atât un personaj feminin, cât și unul masculin, fără urmă de ambiguitate. Este o prietenă, dar și o femeie parteneră, cea care îți rezolvă problemele, dar tot ea ți le și provoacă.” Fantaghirò are părul lung, roșcat, dar îl taie cu o sabie într-o tunsoare de băiat în primul și al doilea film, iar începând cu al treilea film poartă numai tunsoarea de băiat. Pe drum, încearcă să se împrietenească cu toate creaturile și oamenii pe care îi întâlnește, cu excepția cazului în care aceștia vor să le facă rău celor care îi sunt dragi. În primul capitol, Fantaghirò poartă o tunică albastră și portocalie, albastrul cerului și auriul reprezentând culorile specifice moștenitorilor tronului în tradiția italiană, apoi se deghizează în bărbat pentru a merge la luptă. Are un suflet mărinimos și privește dincolo de aparențele fizice. Acest rol a constituit rampa de lansare pentru cariera actriței Alessandra Martines.

### Romualdo

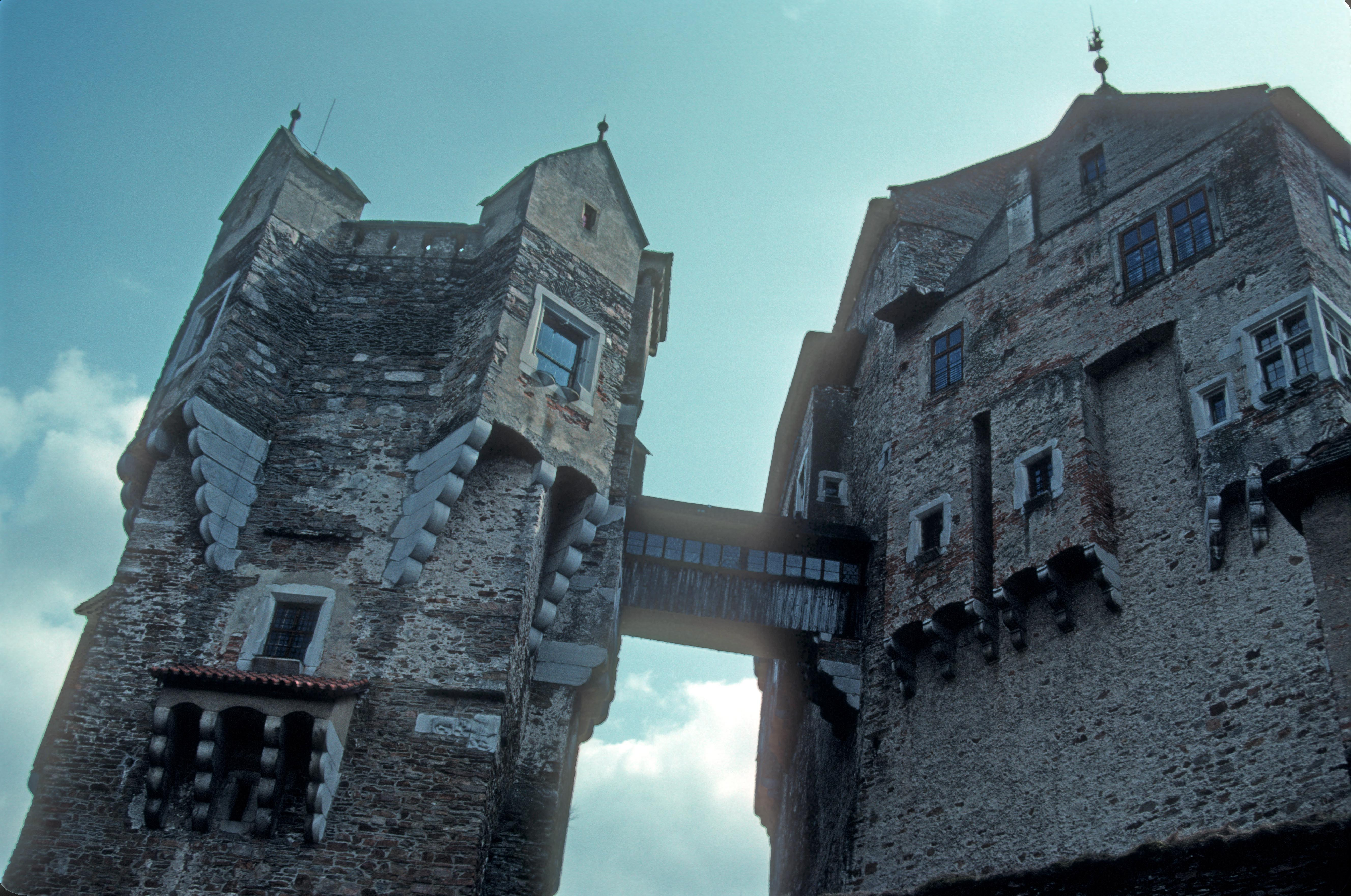
„Castelul lui Romualdo” (Castelul Pernštejn)

Prințul Romualdo, interpretat de Kim Rossi Stuart, este iubitul lui Fantaghirò și mai târziu soțul ei. După moartea tatălui său, Romualdo vrea să pună capăt războiului secular pe care strămoșii săi l-au purtat împotriva regatului lui Fantaghirò, astfel că îl provoacă la un duel pe tatăl ei. Se îndrăgostește de Fantaghirò în primul film și devine obsedat să o găsească, chiar dacă la început este indus în eroare de trăsăturile ei androgine. Atunci când o vede pentru prima dată este șocat, deoarece ea a decis să-i țină locul tatălui său ca adversar al lui Romualdo și apare deghizată în bărbat, ceea ce îi va provoca tânărului prinț un conflict interior cu privire la sentimentele pentru adversarul său. În cele din urmă, el află adevărata ei identitate. Cei doi se logodesc, iar împărățiile lor dau uitării orice dușmănie.
La începutul celui de-al doilea film, ei urmează să se căsătorească, dar ceremonia este amânată când Vrăjitoarea Neagră îl răpește pe tatăl lui Fantaghirò. Romualdo devine următoarea țintă a vrăjitoarei, care îi face o vrajă pentru a o uita complet pe Fantaghirò. Și astfel el devine iubitul Vrăjitoarei Negre și se duelează în numele ei cu Fantaghirò; totuși, Fantaghirò și Vrăjitoarea Albă îl ajută să-și recapete amintirile. Stuart a numit cealaltă variantă a personajului său RomuAltro, spunând: „De fapt, prins de Vrăjitoarea Neagră, îmi schimb natura. Mărturisesc că acest nou personaj m-a amuzat mai mult decât celălalt.”
După aceea, Romualdo este redus la un personaj secundar. În cel de-al treilea film, este transformat în stană de piatră în timp ce se luptă cu oamenii lui Tarabas, fiind reînviat abia aproape de sfârșitul filmului, când cei doi se căsătoresc în sfârșit. În cel de-al patrulea film, Stuart nu a vrut să mai joace în film, așa că Romualdo a fost transformat în Fiodor, un personaj desfigurat, hidos, interpretat de Riccardo Serventi Longhi. La sfârșitul filmului, Fiodor este transformat din nou în Romualdo. Romualdo nu apare deloc în al cincilea film, decât în amintirile lui Fantaghirò.

### Vrăjitoarea Neagră

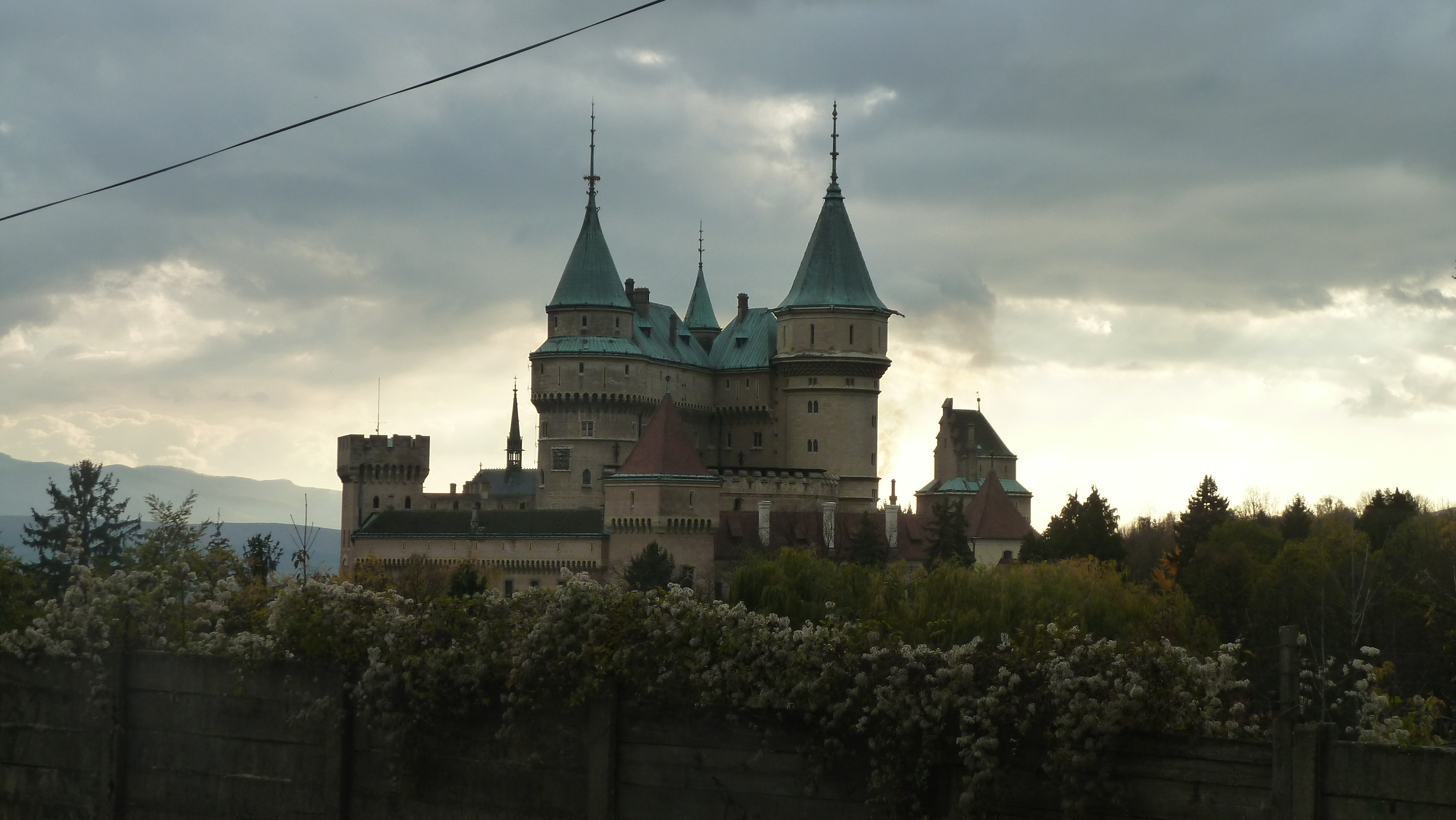
„Castelul Vrăjitoarei Negre” (Castelul Bojnice)

Vrăjitoarea Neagră (Strega Nera), cunoscută și sub numele de Regina Neagră (Regina Nera), interpretată de Brigitte Nielsen (dublare originală în italiană de Aurora Cancian), este omologul malefic al Vrăjitoarei Albe și principalul inamicul autodeclarat al prințesei Fantaghirò. Apare în al doilea film drept conducătorul crud al îndepărtatului Regat Întunecat, care complotează să distrugă iubirea dintre Fantaghirò și Romualdo. La început, vrăjitoarea pretinde să fie stăpână peste pământurile lor, dar, nu după mult timp, îl va dori pe prinț pentru ea însăși. Când îl răpește pe tatăl lui Fantaghirò, îi atrage pe amândoi în regatul ei, apoi se transformă în Fantaghirò și îl păcălește pe Romualdo să o sărute pentru a îndeplini o vrajă care îl transformă în sclavul ei, poruncindu-i să o ucidă pe prințesă. Dar Fantaghirò reușește să-și păcălească rivala și Vrăjitoarea Neagră este transformată în cristal (mai târziu devenind stană de piatră) și zdrobită în bucăți. Spiritul ei dornic de răzbunare rămâne în mintea lui Romualdo, însă Vrăjitoarea Albă vine din nou în ajutorul lui Fantaghirò și îl distruge.
Cu toate acestea, personajul Vrăjitoarei Negre s-a dovedit atât de popular încât regizorul a decis să apară în toate capitolele următoare ale seriei. În al treilea film, Fantaghirò și foștii slujitori ucenici ai Vrăjitoarei Negre, Bolt și Fulger, decid să o readucă la viață pe vrăjitoarea cea rea, deoarece Fantaghirò are nevoie de ajutorul ei împotriva lui Tarabas. Atunci când Vrăjitoarea Neagră o ajută pe Fantaghirò, face o faptă bună, iar puterile ei malefice sunt diminuate drastic. În al patrulea și al cincilea film, ea încearcă întruna să scape de Fantaghirò pentru a redeveni atotputernică.
În scenariul original, Vrăjitoarea Neagră era blondă. Regizorul Lamberto Bava a spus că, în afară de acest detaliu, arăta exact așa cum și-au imaginat-o el și scenaristul: „uriașă (de la tocuri la cască sunt doi metri), frumoasă, cu toată sexualitatea care emană din croiala costumului cu un decolteu generos.” Nielsen a spus că intenționat a construit în Fantaghiro 2 un personaj exagerat de „seducător, sinistru, coleric și excesiv în toate”, pornind de la personajul Reginei malefice din producția Disney  Albă ca Zăpada, adăugând că i-a plăcut enorm să fie „o vrăjitoare furioasă care zbiară mult”. Potrivit revistei italiene Wired din 2017, ea a fost unul dintre motivele popularității serialului în țară, descrisă ca „un personaj unic și memorabil... un monument maiestuos al răului irațional, foarte înaltă și cu un bust generos, cu machiaj intens și rochii negre extrem de strâmte, regina cea rea este, cu siguranță, cea mai frumoasă încarnare plină de farmec a oricărui răufăcător din basme.” Garderoba ei și culoarea părului (de la lung și roșu la negru mediu) se schimbă radical între al doilea film și versiunile ulterioare de după învierea ei, la fel ca majoritatea celorlalte aspecte ale ei. Și totuși, în ciuda faptului că a fost redusă de la o răutate imperioasă și senzuală, memorabilă prin silueta impunătoare și privirea de gheață, la un personaj isteric și amuzant, chiar ridicol uneori, cu tente de travestit, Vrăjitoarea Neagră a rămas un personaj favorit al fanilor și unul dintre puținele roluri din cariera lui Nielsen de care actrița se simte mândră.

### Tarabas
Tarabas, interpretat de Nicholas Rogers (dublare originală în italiană de Francesco Prando), este un vrăjitor extrem de atrăgător, care apare în al treilea și al patrulea film, drept fiul vrăjitoarei malefice Xellesia, împreună cu care și locuiește și al teribilului vrăjitor Întuneric. Numele său provine de la pasiunea scriitorului Gianni Romo pentru seria de benzi desenate Dylan Dog, unde într-una dintre povești apare un personaj pe nume Xarabas. Interpretarea lui Rogers a devenit celebră pentru felul în care „a fermecat publicul feminin și masculin gay cu privirea lui pătrunzătoare.”
La început, este un răufăcător foarte puternic, temut de magicienii din toate regatele, dar află despre o profeție conform căreia un copil de neam regesc, nu mai mare de zece ani, îl va învinge. Tarabas devine obsedat să afle cum se va întâmpla aceasta și își trimite oamenii să-i răpească pe toți copiii familiilor regale, iar în timpul acestor căutări sunt uciși și părinții tinerei Prințese Esmeralda. La un moment dat, o întâlnește pe Fantaghirò și se îndrăgostește nebunește de ea, cerându-i să se căsătorească cu el în schimbul învierii lui Romualdo, care fusese transformat în stană de piatră. Până la urmă, Tarabas o eliberează pe Fantaghirò de promisiunea ei și cei doi se sărută, readucându-l pe Tarabas, care se transformase într-o bestie îngrozitoare, înapoi la forma lui umană. Înainte ca Fantaghirò să se întoarcă la dragostea ei adevărată, el îi promite că nu va mai fi niciodată rău, de dragul ei.
Apoi își răscumpără vina, ajutând-o pe Esmeralda să-și vadă părinții pentru ultima dată, un act de bunătate prin care se împlinește profeția înfrângerii puterilor sale întunecate. Tarabas renunță la pornirile sale malefice și trăiește în pace până în al patrulea film, când este acuzat că ar fi creat un nor negru distrugător care înghite totul în calea sa. Tarabas se reunește cu Fantaghirò pentru a găsi sursa norului negru și descoperă că a fost invocat de tatăl său, Întuneric. La sfârșitul celui de-al patrulea film, Tarabas decide să renunțe la dragostea lui pentru Fantaghirò și rămâne cu Prințesa Angelica din Tohor.

### Alte personaje
- Angelica, interpretată de Agathe de La Fontaine, este prințesa regatului oriental Tohor. Tânăra fată a crescut ascultând povești despre Tarabas, din vremea când era un vrăjitor întunecat. Când află că Tarabas se află în regatul ei, îl găsește și îi mărturisește dragostea sa. Tarabas o respinge de-a lungul întregului film până la sfârșit, când promite că va încerca să o iubească.
- Bolt (Șurub), interpretat de Lenca Kubalkova, este un spiriduș magic și sora lui Fulger. Introdusă în al doilea film, ea este inițial supusă Vrăjitoarei Negre, dar o trădează și trece de partea binelui alături de Fantaghirò. În al treilea film, Bolt spune că ea și fratele ei se antrenează pentru a deveni îngeri. Are puterea de a se transforma într-un fulger și de a zbura.
- Caroline (Carolina), interpretată de Kateřina Brožová, este una dintre surorile lui Fantaghirò. Este o fire romantică, cu părul auriu și conștientă de frumusețea ei, ceea ce de regulă o enervează pe Fantaghirò. În primul film se căsătorește cu Ivaldo, în al doilea film este însărcinată, iar în al treilea film are un fiu. În al patrulea film are o apariție efemeră, dar numai la distanță, iar chipul nu i se vede clar.
- Catherine (Caterina), interpretată de Ornella Marcucci în primul film și Barbora Kodetová în al doilea și al treilea film, este sora cea mai mare a lui Fantaghirò. Este liniștită, înțeleaptă și răbdătoare. Se căsătorește cu Cataldo în primul film, este însărcinată în al doilea film și are un fiu în al treilea film. Apare într-un rol nesemnificativ, fără nicio replică, în al patrulea film, când castelul lor este redus la dimensiunea unei jucării, dar nu i se distinge chipul.
- Darken (Întuneric), interpretat de Horst Buchholz, este un vrăjitor crud, atât de puternic încât este interzis să i se rostească numele. Este tatăl lui Tarabas și singura lui dorință este ca fiul său să fie la fel de rău ca el. El apare în al patrulea film drept personajul negativ principal, care creează un nor negru ce distruge totul în calea sa. Este suficient de puternic pentru a reînvia morții cu un sărut și mânuiește o sabie făcută din sângele uriașilor.
- Esmeralda (Smeralda), interpretată de Elena D'Ippolito, este o tânără prințesă care apare în al treilea film. Părinții ei au fost uciși de soldații de lut ai lui Tarabas, care primiseră porunca de a răpi toți copiii de neam regesc din lume. Fantaghirò o ia pe Esmeralda în grija ei și în cele din urmă o adoptă. Esmeralda este jucăușă și încăpățânată, așa cum era și Fantaghirò în tinerețe.
- Goldeye (Ochi de aur), interpretat de Karel Roden, este un răufăcător secundar în al doilea film. Este un bandit care jefuiește pe oricine întâlnește. Fantaghirò îl umilește la începutul filmului, învingându-l în luptă cu armele. Mai târziu, drumurile lor se încrucișează din nou și Goldeye încearcă să se răzbune, obligând-o pe Fantaghirò să se îmbrace în dansatoare din buric.
- Regele, interpretat de Mario Adorf, este tatăl lui Fantaghirò și apare în primele două filme. Este dezamăgit de nașterea lui Fantaghirò, deoarece aștepta un fiu, care să devină moștenitorul lui. Dezamăgirea lui se agravează atunci când fata crește și refuză să fie blândă și supusă, așa cum se cuvenea să fie toate femeile din regat. Cu toate acestea, el începe să țină la Fantaghirò în timpul primului film și o acceptă așa cum este. În cel de-al doilea film, este răpit de Vrăjitoarea Neagră, care îl hipnotizează și îl transformă în Regele Întunecat.
- Lightning (Fulger), interpretat de Jakub Zdeněk, este un spiriduș magic și fratele mai mare al lui Bolt. El se răzvrătește împotriva stăpânei sale, Vrăjitoarea Neagră, la începutul celui de-al doilea film și o instigă pe Bolt să facă același lucru. În cel de-al treilea film, după ce el și Bolt au pus la loc toate bucățile de piatră ale Vrăjitoarei Negre pentru a o readuce la viață, Lightning păstrează inima vrăjitoarei ca măsură de protecție.
- Cataldo, interpretat de Stefano Davanzati, este unul dintre cei mai apropiați prieteni ai lui Romualdo. El apare în primul și al doilea film ca prietenul lui Romualdo. Lui îi aparține ideea din primul film de a organiza o competiție de înot pentru a dezvălui adevărata identitate a lui Fantaghirò. Mai târziu se îndrăgostește de Catherine și se căsătorește cu ea.
- Ivaldo, interpretat de Tomáš Valík, este unul dintre cei mai apropiați prieteni ai lui Romualdo și apare în primul și al doilea film. Se îndrăgostește de Caroline și se căsătorește cu ea.
- Cel Fără de Nume (Senza Nome), interpretat de Remo Girone, este personajul negativ din cel de-al cincilea film. Este un căpcăun făcut din lemn vrăjit, ceea ce îl face indestructibil la aproape toate atacurile. Animat cu magia a o sută de vrăjitoare, el a fost creat pentru a pune capăt unui război de uzură de secole, dar s-a răzvrătit împotriva creatorilor săi. Călătorește prin diferite lumi pe un galion zburător și se hrănește cu copii pentru a deveni mai uman. Prin simpla lui prezență poate transforma alimentele în monștri mortali.
- Regina Elfilor (Regina Degli Elfi), interpretată de Aňa Geislerová, este Regina Elfilor Pădurii. Este frumoasă și poartă o rochie din frunze roșii și aurii. În cel de-al doilea film, îl oprește pe Romualdo și armata lui care porniseră spre Regatul Întunecat. Ea îl supune pe Romualdo la trei încercări prin care să-și dovedească valoarea. În al treilea film, este vizitată de Fantaghirò, care are nevoie de ajutor pentru a rupe blestemul ce-l transformase pe Romualdo în piatră. Regina Elfilor îi spune lui Fantaghirò că vrăjitorul de care are ea nevoie este Tarabas.
- Vrăjitoarea albă (Strega Bianca), interpretată de Ángela Molina în primul film și Katarína Kolajová în al doilea film, este o vrăjitoare bună și prietenă cu Fantaghirò. Ea a jucat un rol esențial în protejarea și îndrumarea lui Fantaghirò încă de când era o copilă. Vrăjitoarea Albă se poate transforma în diverse animale, inclusiv o gâscă, un șoarece sau o pisică. Se transformă, de asemenea, în Cavalerul Alb pentru a o antrena pe Fantaghirò în mânuirea sabiei. În cel de-al doilea film, Vrăjitoarea Albă renunță la puterile sale pentru a o elibera pe Fantaghirò de o promisiune făcută, dar revine mai târziu pentru a distruge rămășițele Vrăjitoarei Negre. Deși nu apare în filmele ulterioare, la începutul celui de-al treilea film se spune că s-a retras la țară.
- Xellesia, interpretată de Ursula Andress, este o vrăjitoare rea și mama lui Tarabas. Este perfidă, malefică și face tot posibilul să-și țină fiul departe de orice urmă de afecțiune și bunătate. Apare în al treilea și al patrulea film. Până la sfârșitul celui de-al treilea film, Tarabas, care se schimbase radical, se satură de apucăturile rele ale mamei sale și o lasă fără puteri. În al patrulea film, ea mărturisește că l-a iubit întotdeauna pe Tarabas, dar a fost obligată să-și ascundă dragostea față de el. Și dovedește acest lucru sacrificându-se pentru ca Tarabas să scape cu viață.

## Istoricul producției și lansărilor

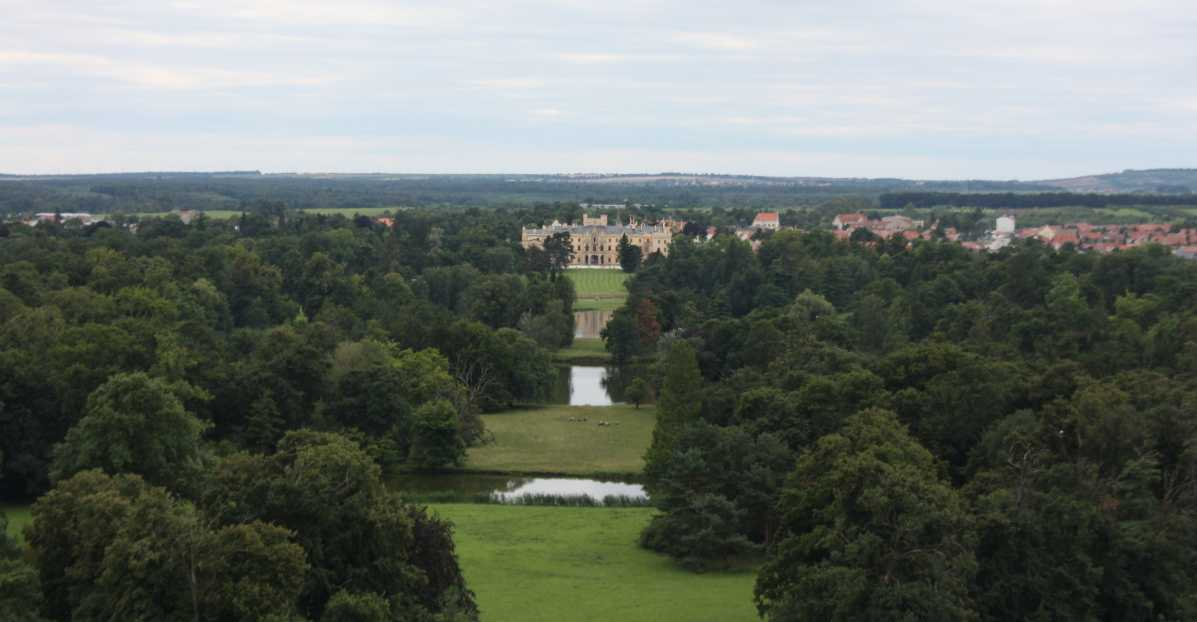
Mare parte din primele episoade au fost filmate într-un parc din Lednice, Cehia

Ideea serialului se bazează pe „Preafrumoasa Fanta-Ghiro”, basmul lui Italo Calvino, inspirat dintr-o poveste populară toscană de la sfârșitul secolului al XIX-lea. Regizorul Lamberto Bava a spus că filmele au fost influențate de Legendă, Domnița șoim și Salcia, precum și de filmele de animație Disney și de cinematograful fantastic din anii 1950. Inițial Fantaghirò a fost gândit ca un singur film, dar costurile de producție fiind excesive, s-a decis să fie realizat ca miniserie. Fantaghiro a fost produs de Rete Italia și filmat mai ales în fosta Cehoslovacie; ultimele două filme au fost filmate în Thailanda și Cuba. Partitura muzicală, inclusiv piesa tematică „Mio nemico” („Dușmanul meu”), a fost scrisă de Amedeo Minghi și interpretată de Rossana Casale.
Rolul Vrăjitoarei Negre interpretat de Brigitte Nielsen a fost atât de bine primit de public, încât Bava a decis să reînvie personajul ucis în următoarele trei capitole ale seriei. Kim Rossi Stuart, care atunci când s-a prezentat la audiții pentru rolul lui Romualdo avea 22 de ani, a apărut doar în două filme din serialul TV, apoi a decis că nu vrea să mai interpreteze acest personaj (scurta sa apariție în cel de-al patrulea film a fost realizată prin utilizarea materialului stocat din primul film); din acest motiv, fiecare continuare din serie s-a bazat pe alegerile actorilor de a rămâne sau de a părăsi distribuția.
Serialul a fost difuzat în peste 50 de țări și a fost dublat în mai multe limbi, bulgară, cehă, slovacă, engleză, franceză, poloneză, germană, spaniolă, maghiară, ucraineană, rusă, georgiană și limba singaleză. Martines a câștigat popularitate datorită succesului lui Fantaghirò și a interpretat și în versiunea franceză. Primele trei filme au fost regrupate (reduse și intersectate unul cu celălalt) într-un film compilație de 200 de minute, intitulat La meravigliosa storia di Fantaghirò („Minunata poveste a lui Fantaghirò") în 1995. Între 22 decembrie 2011 (după 20 de ani de la prima difuzare) și 30 ianuarie 2012, saga a fost difuzată pe Italia 1 ca un serial de televiziune cu 40 de episoade, cu durata de 20 de minute fiecare. Noua melodie tematică de Amedeo Minghi și Arianna Bergamaschi, Crederò („Voi crede”) a fost inclusă pe coloana sonoră a compilației din 2011, CD-ul Il Fantastico Mondo di Fantaghirò („Fantastica lume a lui Fantaghirò”). În 2016, o ediție restaurată și revizuită a seriei a fost lansată pe DVD și Blu-ray în Italia, Germania și Franța. Seria a devenit disponibilă și pe Netflix și Amazon Prime.
Proiectul a fost, însă, abandonat, iar al șaselea și al șaptelea film din serie nu au mai fost realizate niciodată din cauza unei scăderi dramatice a audienței în timpul difuzării Fantaghirò 5 de Crăciunul anului 1996. În 2007, Bava și Romo au prezentat Mediaset o nouă propunere, ca urmare a insistenței fanilor serialului, dezamăgiți de modul în care s-a încheiat al cincilea episod. Martines, Nielsen și Rogers și-au confirmat disponibilitatea, dar proiectul nu a ajuns niciodată la bun sfârșit din cauza dificultăților legate de coproducție și a costurilor considerate mult prea mari pentru a putea fi realizat.

## Posteritate
Popularitatea imensă și statutul de serial cult de care s-a bucurat la începutul anilor 1990 l-au determinat pe Bava să realizeze alte câteva filme de televiziune în stil similar pentru Mediaset, printre care Desideria e l'Anello del Drago (Desideria și inelul Dragonului), La Principessa e il Povero (Prințesa și cerșetorul) și Sorellina e il Principe del Sogno (Prințesa Alisea). De asemenea, BRB Internacional a creat serialul spaniol animat de televiziune (1999-2000), intitulat tot Fantaghirò, co-scenarist fiind tot Bava, dar aproape fără nicio legătură cu seria televizată. În anul 2001, la Roma s-a deschis un restaurant tematic Fantaghiro. Scriitoarea italiană Doriana DelGallo a scris trei cărți publicate doar în Germania, în seria Prinzessin Fantaghiro (1995-1997).

## Versiuni noi
La sfârșitul lunii februarie 2021, Lotus Production de la Leone Film Group a anunțat că se lucrează la o nouă versiune pentru televiziune a serialului, intitulată Fantaghirò: La Regina dei Due Regni (Fantaghirò: Regina celor două regate), care urmează să fie produs de Gianni Romoli și regizat de Nicola Abbatangelo. Abbotangelo a afirmat: „Nu este un remake și mă port cu mănuși, pornind de la basmul original pentru a ajunge la inimile multora din ziua de azi. Trebuie să fie o poveste actuală și trebuie contextualizată.” Deși nu se știe cine le-ar putea interpreta pe Fantaghiro și Vrăjitoarea Neagră, se zvonește că Martinez și Nielsen vor reveni în alte roluri. Noul serial va fi lansat pe Disney Plus. Regizorul serialului original, Lamberto Bava a comentat: „Am citit în ziare în urmă cu câteva luni, nimeni nu mi-a spus despre asta și nimeni nu mi-a cerut să colaborez. Dacă vor să facă o producție italiană grozavă, este în regulă, dar dacă vor să repropună aceleași personaje, e cu totul altceva, asta a fost meritul nostru, mai ales având în vedere că basmul lui Calvino nu are decât 4 pagini.”